# Meccano

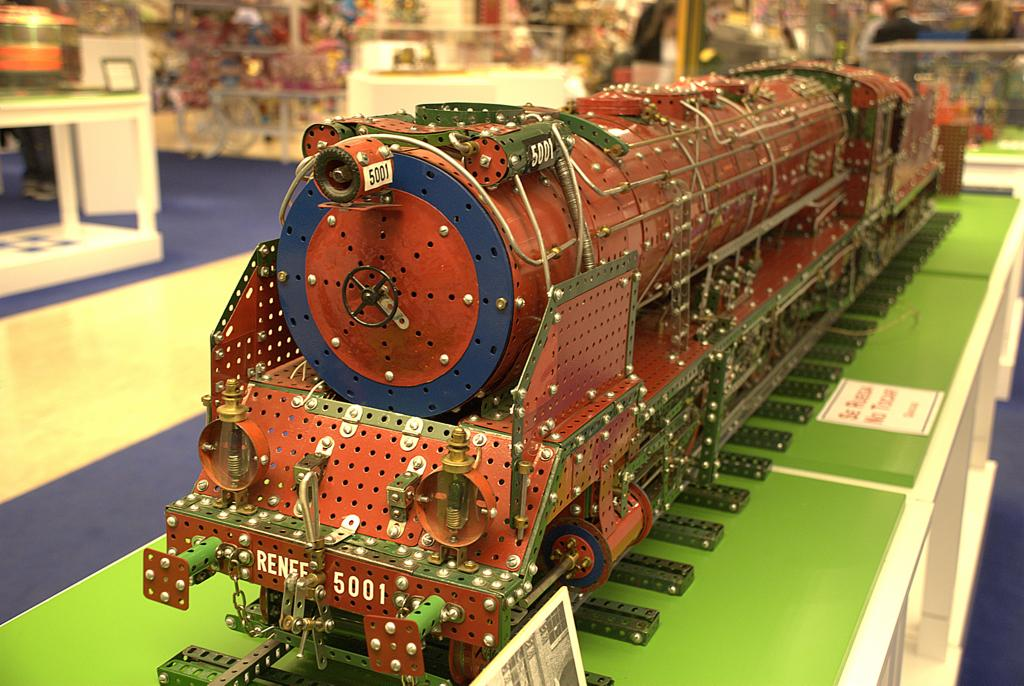
Locomotiva costruita con il Meccano

Il Meccano è un gioco di costruzione per la realizzazione di modellini meccanici mediante elementi metallici perforati, viti, dadi e bulloni. Venne inventato e brevettato nel 1901 da Frank Hornby, commesso di Liverpool, e venne poi prodotto dal 1908 al 1980 dalla Meccano Ltd di Liverpool. Venne poi fabbricato in Francia e in Cina. Negli anni il prodotto è stato più volte riprogettato. Venne poi messa in commercio anche una versione basata su componentistica di plastica, destinata a bambini in età prescolare. Il Meccano nel corso del Novecento ebbe così tanto successo che tra il 1916 e il 1963 venne pubblicata la rivista Meccano Magazine.

## Storia

### Origini
Nel 1901 Hornby, che all'epoca lavorava a Liverpool come impiegato, inventò e brevettò un nuovo giocattolo, chiamato Mechanics Made Easy (meccanica resa facile o "meccanica per tutti" ), basato sui principi elementari dell'ingegneria meccanica. Nel set erano contenute strisce di metallo perforate, placche e barre, con ruote, pulegge, ingranaggi, collari ed assi per meccanismi in movimento, e dadi e bulloni per assemblare i pezzi tra loro. Il passo delle perforazioni era standard di 1⁄2 pollice (12,7 mm), gli assi erano calibro 8 SWG (4 mm) e i dadi e le viti avevano filettatura da 5⁄32 di pollice BSW. Gli unici attrezzi necessari per montare e smontare i modellini erano chiavi e cacciavite.
Il Meccano era più di un giocattolo: era uno strumento educativo e istruttivo dei principi meccanici fondamentali, e spiegava in modo pratico il funzionamento delle leve e degli ingranaggi.
In un primo momento i nuovi pezzi per il set da costruzione venivano da fornitori esterni, ma quando la richiesta superò le forniture Hornby fondò la propria fabbrica in Duke Street. Presto il Meccano diventò popolare e si diffuse in tutto il mondo. Nel settembre del 1907 Hornby registrò il modello di Meccano presso l'ufficio brevetti e nel maggio 1908 fondò la Meccano. Per soddisfare la domanda sempre crescente, nel 1914 fece costruire una nuova fabbrica di Meccano in Binns Road, sempre a Liverpool, che si trasformò nella Meccano Ltd., il vero quartier generale dei 60 anni seguenti. Nacquero fabbriche di Meccano in Francia, Spagna, Argentina. La parola Meccano sembrava derivata dall'espressione "make and know" (fai e conosci).
I primissimi set di Meccano avevano parti realizzate in modo rozzo: le strisce e le placche in metallo avevano finitura a stagno, non erano arrotondate alle estremità e non erano molto robuste. Già nel 1907 però l'aspetto e la qualità erano migliorate notevolmente grazie a un continuo perfezionamento dei metodi di fabbricazione: le strisce di metallo erano diventate di acciaio, spesso avevano le estremità arrotondate ed erano nichelate, mentre le rondelle e gli ingranaggi erano fabbricati in ottone. I primi set con il nome Meccano seguono la numerazione dall'1 al 6. Nel 1922, iniziò la produzione delle attrezzature Meccano n. 7, il set più grande realizzato fino ad allora, e che divenne subito il più richiesto, grazie alla relativa disponibilità del prodotto, alle infinite possibilità di costruzione del giocattolo e al prestigio che andava associandosi alla marca.
Nel 1926, venticinquesimo anniversario del brevetto, Hornby introdusse il Meccano a colori, semplicemente colorando le parti da assemblare in rosso o in verde. Inizialmente i piatti erano in rosso-chiaro e le articolazioni, per esempio le travi, erano in verde pisello. Tuttavia, con l'andar del tempo le parti assunsero colori più scuri: strisce e travi diventarono verde scuro, i piatti rosso bordeaux, rotelle ed ingranaggi invece rimasero color ottone. Nel 1934 i colori cambiarono ancora: travi e strisce stavolta presero il color oro, mentre i piatti divennero azzurri con linee dorate incrociate, ma solo da un lato, restando l'altro lato azzurro a tinta unita. Queste nuove combinazioni di colori uscirono solo in Gran Bretagna, fino alla fine della Seconda guerra mondiale. Il set rosso e verde scuro veniva ancora prodotto per l'esportazione, e venne reintrodotto anche in Gran Bretagna dopo la guerra.
Un nuovo moderato cambiamento nei colori ci fu nel 1958, si arrivò ad una combinazione rosso-chiaro e verde che però ebbe vita breve dato che nel 1964 ci fu un cambiamento radicale che diede luogo alle combinazioni di nero e giallo. Tra il '58 e il '64 però vennero prodotte almeno 90 nuove parti del Meccano, l'imballaggio si modernizzò, si realizzarono 10 nuovi set, vennero introdotti i primi pezzi di plastica e fece la sua comparsa il diagramma esploso delle istruzioni.

### Gli anni d'oro
Nel 1934 le nove attrezzature base del Meccano (numerate dalla 00 alla 7) furono sostituite da 11 attrezzature, che presero il nome di 0, da A a H, da K a L, e il vecchio kit n. 7 divenne l'attrezzatura L. Il kit L è stato spesso considerato la miglior attrezzatura del Meccano. Nel 1937, la serie dell'attrezzatura indicata con le lettere fu rimpiazzata da una serie indicata con i numeri da 0 a 10. Nonostante fosse un kit ridotto rispetto al kit L, il kit n. 10 divenne l'attrezzatura ammiraglia dell'azienda Meccano, e per questo subì pochissimi cambiamenti, comunque minori, fino al 1992. I set di accessori vennero mantenuti, sotto la numerazione da 1A a 9A, semplicemente trasformando una serie nella serie successiva: per esempio, il set di accessori 6A convertiva un kit n.6 in un kit n. 7). Come sarebbe stato auspicabile fin dall'inizio della produzione, la Meccano Srl. avrebbe anche fornito parti aggiuntive per i set preesistenti.
La Seconda Guerra Mondiale costrinse l'azienda a interrompere la produzione di Meccano in Gran Bretagna per convertire la fabbrica di Binns Road in fabbrica di armamenti. La Guerra di Corea interruppe nuovamente la produzione per la scarsità del metallo che era necessario per la fabbricazione dei pezzi di base del Meccano. La produzione tornò alla normalità a metà degli anni cinquanta, periodo in cui si aggiunsero nuovi pezzi a tutti i set.
Nel 1955 le attrezzature da 0 a 10, così come i set di conversione da 00A a 9A erano disponibili. Nel 1961 un'attrezzatura per meccanismi (Mechanisms Outfit ) e un'attrezzatura per ingranaggi (Gears Outfit) si sommarono a quelle precedenti, e nel 1962 venne ritirata dalla produzione l'attrezzatura 00.

### Anni sessanta e settanta
Nei primi anni sessanta Meccano Ltd iniziò ad avere problemi finanziari e nel 1964 venne comprata da Lines Bros Ltd (Tri-ANG). Nel tentativo di ridefinire l'immagine del Meccano, fu modificata nuovamente la colorazione, rendendo gialle le barre nere e le strisce e le travi argentate. L'argento venne presto sostituito dallo zinco nel 1967, per cui le parti argentate sono di facile attribuzione temporale per i collezionisti. Il giallo e il nero erano stati scelti come colori per rispecchiare fedelmente la colorazione della maggior parte dei veicoli pesanti che venivano costruiti in quel periodo, dalle gru agli escavatori.
Nel 1970 compaiono per la prima volta le componenti elettroniche, mentre piatti neri diventano azzurri. Il numero dei set viene ridotto di uno, ossia va fuori produzione il n. 9, con conseguente rinumerazione dei set dallo 0 all'8, rinominati dall'1 al 9, mantenendo invariata l'identificazione del set n.10.
L'azienda Lines Brothers andò volontariamente in liquidazione nel 1971 e le Airfix Industries comprarono la Meccano Ltd. nel 1972. Nel 1973, le attrezzature 1-10 erano ancora disponibili, ma con l'aggiunta di nuovi kit di componenti: Army Multikit, Highway Multikit, Plastic Meccano, Pocket Meccano e due tipi di Clock Kits.
Nel 1978 l'assortimento dei set del Meccano fu nuovamente ridotta e modificata, ricombinando i pezzi contenuti nei set dal 2 all'8 in 6 nuovi set, etichettati A e da 1 a 5. I vecchi set n. 9 e n. 10 vennero però conservati pressoché immutati. Anche il nuovo assetto aziendale però ebbe problemi economici, sicché la Airfix, nel tentativo di contenere le perdite, chiuse la storica fabbrica di Binns Road per spostare la produzione in Francia, sotto la guida della General Mills, azienda di giocattoli statunitense fin dal 1972.

### Anni ottanta: il nuovo Meccano
Nel 1981 la General Mills acquistò i macchinari della Meccano Ltd UK, acquisendo quindi il completo controllo del marchio Meccano e iniziando una radicale trasformazione della produzione. Tutti i set allora esistenti del Meccano vennero messi fuori produzione e fu progettato e proposto un nuovo assortimento di set: dai nuovi stabilimenti francesi uscivano ormai i Meccano Junior. Questi nuovi set comprendevano soprattutto parti in plastica, e potevano quindi essere assemblati solo in modellini, con la completa perdita del concept di Ingegneria in miniatura da sempre fondamentale nelle scelte strategiche dell'azienda: il Meccano diventava "un semplice giocattolo", dagli usi ridotti, con cui non si potevano più costituire veri e propri apparecchi meccanici.
Nel 1985 la General Mills vendette a Marc Rebibo, un ingegnere francese, e ancora una volta i set furono completamente rinnovati. Il set Meccano Junior vennero rimpiazzati da tre set Premium Meccano e da due set Motor, che includevano un motore a sei velocità. Data la forte richiesta, furono reintrodotti anche i set del 1981 dal n. 5 al n. 10.
Nel 1989 Marc Rebibo vendette ciò che rimaneva dell'azienda Meccano a Dominique Duvauchelle. Nuovi cambiamenti, quindi: i bulloni d'acciaio placcati di zinco e con la testa adatta alle chiavi a brugola furono sostituiti da bulloni placcati d'ottone e con la testa a taglio, adatta ai giravite, e reintroduzione dei set di plastica Meccano Junior. Pensati per l'uso da parte dei più piccoli, furono introdotti molti set tematici, come le serie di Construction and Agricultural e i modellini Space. I vecchi set dal n. 5 al n. 10 rimasero in produzione fino al 1992.

### Anni novanta e 2000
Nel 1994 furono introdotti nuovi set tematici insieme ad un motore a frizione aggiunto al Plastic Meccano System. Nel 1996 arrivò il set Action Control con comandi agli infrarossi e nel 1999 ci fu una intera nuova gamma di set denominati Motion System, che cambiarono completamente l'immagine del Meccano. In totale, c'erano sei set composti da un modellino, due set da cinque modellini, e cinque nuovi set numerati dal n. 10 al n. 50, con i set compresi tra il 20 e il 50 motorizzati. Un cambiamento radicale rispetto alla normale pratica di mantenere una varietà di colori generale si ebbe con l'introduzione di combinazioni di colori specifiche per ogni set, anche fluo.
Nel 2000, l'azienda fornitrice giapponese Nikko, specializzata in giocattoli, comprò il 49% della Meccano e sfruttò i suoi canali commerciali internazionali per introdurre nel mercato internazionale i prodotti radio-comandati dell'azienda. Il design e lo sviluppo dei prodotti restò per il 51% alla Meccano SN, con sede a Calais, in Francia. Nikko lanciò con successo un nuovo
assortimento di set, tra cui Crazy Inventors e Future Master. Nikko diede un impulso molto forte allo sviluppo dell'elettronica programmabile e dei controlli radio nei kit del Meccano. Tuttavia, per la forte pressione commerciale, Nikko preferì rivendere la propria quota alla Meccano SN, ancora casa madre francese ad agosto 2007.
Oggi i set del Meccano sono fabbricati in Francia e in Cina. 
Il Meccano è molto diverso dal giocattolo degli anni Trenta e degli anni Cinquanta: il mercato non è relativamente cambiato molto e i prodotti si rivolgono ancora ai più giovani, ma i giovanissimi appartengono a una cultura differente da quella degli anni d'oro e hanno genitori più attenti al problema della sicurezza dei giocattoli. Se il Meccano oggi si rivolge a una vasta clientela con un approccio di soddisfazione immediata del cliente, non sempre riesce a soddisfare i puristi del Meccano, ancora affezionati ai vecchi modelli e nostalgici dell'approccio più orientato all'educazione alla pratica della meccanica.

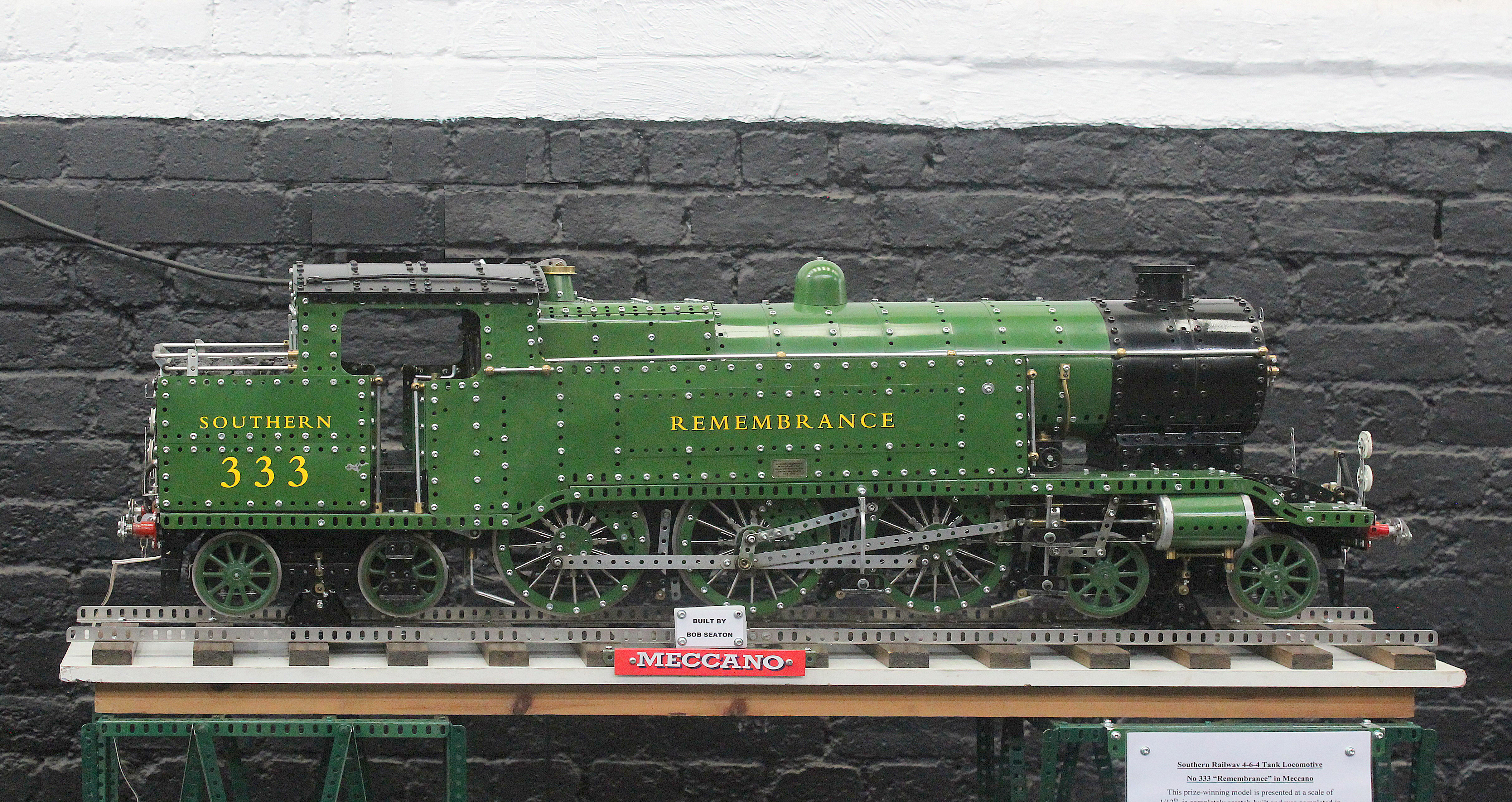
Locomotiva di classe britannica LB&SCR L costruita con parti Meccano

Ma ci sono altri motivi: spesso è difficile ottenere i pezzi di ricambio originali perché molte parti erano state introdotte dalla fabbrica di Liverpool, chiusa nel periodo della gestione francese e giapponese mentre avanzano le nuove componenti in plastica, gli ingranaggi, i motori elettrici e i vani per le batterie a discapito del metallo, oggi materia prima costosa. I bulloni d'acciaio placcati di zinco con le teste esagonali vennero sostituiti con quelli a testa a taglio. Lo zoccolo duro degli appassionati (e intransigenti) fan del Meccano sono ormai cinquanta- sessantenni. Alcuni di questi collezionisti e costruttori di modellini abbracciano i cambiamenti con gioia, ma i puristi guardano con diffidenza a questi nuovi set in plastica. Tra di loro, alcuni appassionati si danno dei vincoli volontari di usare solo pezzi tradizionali, e considerano i pezzi usciti dalle ultime innovazioni non vero Meccano. I pezzi originali, come le travi ad angolo lunghe fino a due piedi, le spole del telaio o i rulli di stampa, utili per i grandi modelli, sono diventati difficili da trovare anche per gli specialisti: per questo sono utili i fornitori di modernariato che in giro per il mondo soddisfano le richieste degli appassionati che hanno sempre bisogno di qualche pezzo per completare la loro collezione o i loro modellini.
L'attuale varietà di motori elettrici della Meccano è rappresentata da modelli tipo DC in scala ridotta, progettati per funzionare con le batterie standard domestiche. Si tratta di piccoli motori di forma cilindrica, a bassa coppia e alti regimi di rotazione, economici e pensati per essere usati dai bambini sui loro modellini costruiti con le varietà standard dei kit del meccano. Gli adulti appassionati di meccano preferiscono usare motori ad alto rendimento più adatti ad alimentare grandi modelli. Nell'epoca d'oro del Meccano, i motori elettrici in vendita erano a carica universale (in uso sulle forniture a corrente continua o a corrente alternata). Molto note erano i motori universali E020, E20R ed E15R, prodotti dopo la Seconda Guerra Mondiale. Questi erano fatti funzionare da un trasformatore alimentato, oppure, come nel caso del tipo E15R, da una batteria per automobili da 12V. In precedenza, erano messi in commercio dei motori alimentati di breve durata e potenzialmente letali pensati per l'alimentazione a corrente continua, tramite una torcia domestica messa in serie per le cadute di tensione, seguito dai modelli di motori del dopoguerra ma ridotti a 4,5V o a 6V, con corrente continua, e pensati per la potenza degli accumulatori piombo-acido. Questi, come gli ultimi accumulatori, sono oramai rari da trovare, se si pretendono in buone condizioni.

### Anni 2010
La società canadese Spin Master acquisisce il Meccano nel 2013. La base produttiva e le strutture industriali rimangono a Calais per ottimizzare la distribuzione sui mercati europei.

## Compatibilità
Il meccano è probabilmente uno dei pochi prodotti che ha continuato a produrre pezzi compatibili tra loro dal 1901 in poi: molti modelli moderni funzionerebbero perfettamente anche se le componenti attuali del Meccano venissero sostituite con componenti che hanno più di 100 anni. Ciò che è rimasto invariato in tutti questi anni è il sistema imperiale del sistema perforato con passo di 1⁄2 pollice, e dado e bullone da 5⁄32 pollici.
A partire dai primi anni del Novecento in molti paesi europei furono sviluppati sistemi di costruzione compatibili con il Meccano che divenne lo standard di riferimento per questo tipo di giocattoli.
In Germania per esempio la ditta Märklin dei famosi trenini mise in produzione una serie di scatole di montaggio compatibili col meccano.
In Italia, dalla fine degli anni trenta fino agli anni ottanta, operarono diverse ditte, come la CIGEA (Costruzioni Italiane Giocattoli E Affini) di Milano (La meccanica per ragazzi), la BRAL di Milano (Il costruttore meccanico), la AMI-LAC di Casalpusterlengo (Costruzioni meccaniche); queste ditte imitavano da vicino il Meccano originale.
Ma ci sono anche set da costruzione di altre marche, come i quelli della svizzera Stokys, del 1941, realizzati in metallo spesso, o di Exacto e Metallus.
Anche altri prodotti sono compatibili con il Meccano: gli stessi componenti in plastica o le X-series della Meccano, fino ai giocattoli Mogul e Speed-Play. Nel 2007 è stato messo in produzione un giocattolo chiamato "Spykee": dotato di interfaccia Wi-Fi, è dotato di una webcam ed è capace di salire le scale, e può essere controllato da internet, per esempio come sistema di videosorveglianza domestico. Il robot è confezionato in plastica e ha varie componenti accessorie che hanno solo fini estetici. La forma base del robot presenta fori compatibili con il Meccano. Dal 2008 il robot è presente in 5 diverse versioni, ciascuna delle quali ha una propria peculiarità.

## Capacità
Per ogni set di Meccano poteva essere costruita un'ampia gamma di modelli.
Ad esempio, questi erano i modelli relativi al set più grande dei tardi anni cinquanta, detto "Outfit 10", testimoniati dalle istruzioni:
- "Railway Service Crane", "Sports Motor Car", "Coal Tipper", "Cargo Ship", "Double Decker Bus", "Lifting Shovel", "Blocksetting Crane", "Beam Bridge", "Dumper Truck", "Automatic Gantry Crane", "Automatic Snow Loader", "4-4-0 Passenger Locomotive"

In cima a queste c'erano i foglietti illustrativi per:
- "Combine Harvester", "The Eiffel Tower", "Showman's Traction Engine", "Twin-Cylinder Motor Cycle Engine", "Trench Digger", "Bottom Dump Truck", "Road Surfacing Machine", "Mechanical Loading Shovel"

È stato supposto che talvolta le istruzioni contenessero deliberatamente degli errori, per mettere alla prova l'ingegno degli utenti.
Da allora, gli appassionati come G. Maurice Morris e MW Models hanno iniziato a pubblicare i loro progetti di modellini personalizzati, che vanno dai modelli di piccole dimensioni fino a macchine grandi e complesse.
Nel 1935, il Meccano era la materia prima usata da JB Bratt nella costruzione di diversi computer analogici. Questi computer furono utilizzati per diversi decenni per calcolare equazioni differenziali, e una di queste macchine, la "Meccano Differential Analyser No. 2", sopravvive tutt'oggi.

## Influenza culturale
- L'uso del Meccano ha influenzato la storia personale di molte persone, a volte giungendo a influenzarne persino la carriera: un esempio eclatante è quello del Premio Nobel per la Chimica del 1996, Harold Kroto[10].
- Il Meccano è presente tra i regali di natale nel film d'animazione La Freccia Azzurra (1996) di Enzo D'Alò, tratto dall'omonimo romanzo di Gianni Rodari.
- Il Meccano è stato citato più volte in letteratura, recentemente da Graham Greene, nel racconto The Power and the Glory[11]. È citato da Julio Cortazár nel capitolo 4 del romanzo Il gioco del mondo [12].
- Nei fumetti, in "Paperino e i doni inattesi", una storia di Carl Barks del 1950, Qui, Quo e Qua, i nipoti di Paperino, dopo varie vicissitudini ricevono dai vari parenti, come dono di Natale, 15 scatole di costruzioni molto simili al Meccano e con queste realizzano una grande renna meccanica con cui si recano alla fattoria di Nonna Papera per il tradizionale pranzo natalizio.
- In un episodio della serie TV britannica "l'ispettore Gently" ambientata negli anni 60, si vedono un uomo e un ragazzo intenti a costruire un modello da una scatola di  Meccano del tipo in produzione in quel periodo.
- Il rapper italiano Dargen D'Amico ha scritto la canzone Al Meccano.[13]
- In Italia, l'artista Enrico Baj ha usato il Meccano per realizzare, in parte o interamente, alcune delle sue opere: in particolare, nella serie dei Meccani.[14]
- Chris Burden ha realizzato la scultura What My Dad Gave Me (2008) al Rockefeller Center: un grattacielo di venti metri di altezza, assemblaggio di oltre un milione di pezzi di Meccano. Altra scultura dell'artista statunitense realizzata in Meccano sono modellini di ponte: il Tyne Bridge (2002)  e Beam Drop Antwerp (2009) .
- Nella serie televisiva italiana Camera Café il personaggio di Silvano Rogi è un grande appassionato di Meccano